# 土浦市立中村小学校
土浦市立中村小学校（つちうらしりつ なかむらしょうがっこう）は茨城県土浦市中村南にある公立小学校。

## 通学区域
（この節の出典）
- 中村西根の一部
- 西根南（一 - 三丁目）
- 中村南（一 - 六丁目）
- 卸町（一・二丁目）
- 西根西一丁目
- 中村東（一 - 三丁目）

## 進学先中学校
- 土浦市立土浦第三中学校

## 特記事項
- 校訓は「自治・勤労・感謝」
- 校歌は金沢信安作詞、有賀正助作曲。